# Paul Meister
Paul Meister (ur. 20 stycznia 1926 w Bazylei, zm. 17 grudnia 2018) – szwajcarski szpadzista, brązowy medalista igrzysk olimpijskich.
Na igrzyskach olimpijskich w Helsinkach w 1952 roku Szwajcarzy w składzie: Otto Rüfenacht, Paul Meister, Oswald Zappelli, Mario Valota, Willy Fitting i Paul Barth zajęli trzecie miejsce w szpadzie drużynowej, po porażce w rundzie finałowej z reprezentacjami Włoch i Szwecji oraz zwycięstwie nad zespołem z Luksemburga. W zawodach indywidualnych odpadł w ćwierćfinałach. Na rozgrywanych osiem lat później igrzyskach olimpijskich w Rzymie był piąty drużynowo. Brał też udział w igrzyskach olimpijskich w Tokio w 1964 roku, gdzie zajął siódme miejsce drużynowo.
Nie zdobył medalu mistrzostw świata.